# Marco D'Alessandro
Marco D'Alessandro (Roma, 17 de fevereiro de 1991) é um futebolista italiano.

## Carreira

### Lazio
D'Alessandro deu seus primeiros passos nas categorias de base da Lazio, em 2003.

### Roma
Em 2005 ele foi contratado pela Roma, para integrar o time B. No dia 21 de março de 2009 fez sua estreia como profissional, aos 18 anos de idade, substituindo o lesionado Jérémy Menez aos 37 minutos do segundo tempo no jogo contra a Juventus. Fez uma bela finalização no jogo, mas o chute parou nas mãos do goleiro Gianluigi Buffon. A partida terminou em 4 a 1 para a Juventus.
Ao final da temporada 2008-09 ganhou mais oportunidades do treinador Luciano Spalletti e entrou em outras duas partidas: contra a Fiorentina e contra o Torino.

### Grosseto
Em 28 de julho de 2009 foi emprestado ao Grosseto, da Serie B, até o final da temporada 2009-10.
Seu primeiro gol como profissional foi no dia 24 de outubro de 2009, pelo Grosseto, na partida contra o Cesena, que terminou em 2 a 2.
Com o fim do seu contrato por empréstimo, D'Alessandro voltou à Roma.

### Cesena
Em 9 de julho de 2012, foi emprestado ao Cesena, com opção de compra ao término do empréstimo.